# Ишакское сельское поселение
Иша́кское се́льское поселе́ние (чув. Ишек ял тăрăхĕ) — муниципальное образование в составе Чебоксарского района Чувашской Республики. Административный центр — село Иша́ки. На территории поселения находятся 9 населённых пунктов — 1 село и 8 деревень. 
Сельское поселение образовано 1 января 2006 года в соответствии с Федеральным законом № 131 «Об общих принципах организации местного самоуправления в Российской Федерации» после упразднения Анаткас-Маргинского сельского совета (в его составе были населённые пункты Анаткас-Марги, Кивсерт-Марги, Сятра-Марги и Малдыкасы) и присоединения населённых пунктов, входивших в него, к Ишакскому сельскому совету.

## География
На севере поселение граничит с землями Кшаушского сельского поселения, на востоке — с землями Сарабайкасинского и Сирмапосинского сельских поселений, с землями Цивильского муниципального района, на юге — с землями Красноармейского муниципального района, на юге и западе — с землями Чиршкасинского сельского поселения. 

## Население
| 2010  | 2012  | 2013  | 2014  | 2015  | 2016  | 2017  |
| ----- | ----- | ----- | ----- | ----- | ----- | ----- |
| 2080  | ↗2104 | ↘2044 | ↘2000 | ↘1937 | ↘1891 | ↘1847 |
| 2018  | 2019  | 2020  | 2021  |       |       |       |
| ↘1798 | ↘1769 | ↘1749 | ↘1709 |       |       |       |

## Состав поселения
В состав сельского поселения входят населённые пункты: 
| № | Населённый пункт | Тип населённого пункта       | Население |
| - | ---------------- | ---------------------------- | --------- |
| 1 | Анаткас-Марги    | Деревня                      | ↘311      |
| 2 | Ишаки            | Село, административный центр | ↗653      |
| 3 | Кибеккасы        | Деревня                      | ↗746      |
| 4 | Кивсерт-Марги    | Деревня                      | ↘112      |
| 5 | Малдыкасы        | Деревня                      | →128      |
| 6 | Сятра-Марги      | Деревня                      | ↗257      |
| 7 | Хора-Сирма       | Деревня                      | ↘147      |
| 8 | Чиганары         | Деревня                      | ↘226      |
| 9 | Ырашпулых        | Деревня                      | ↗150      |

## Организации
На территории поселения расположены предприятия производственной и непроизводственной сферы: СХПК «Слава», Ишакский офис врача общей практики, отделение связи, филиал Сбербанка, 7 магазинов ТПС Ишлейского райпо, Ишакская СОШ, Анаткас-Маргинская ОШ,  Ишакский детский сад «Ёлочка», Чебоксарская ватная фабрика, рыбопитомник «Чиганарский», мельничный цех, Ишакская продовольственно-вещевая ярмарка, столовая Ишлейского общепита.
Объекты культуры: Ишакский культурно-образовательный центр, Ишакская сельская библиотека, Ырашпулыхский сельский клуб, Ишакский краеведческий музей, Анаткас-Маргинский СДК, Сятра-Маргинский сельский клуб, Сятра-Маргинская сельская библиотека.